# Nyírmeggyes
Nyírmeggyes är en ort i Ungern.   Den ligger i provinsen Szabolcs-Szatmár-Bereg, i den nordöstra delen av landet, 240 km öster om huvudstaden Budapest. Nyírmeggyes ligger 135 meter över havet och antalet invånare är 2 757.
Terrängen runt Nyírmeggyes är platt, och sluttar österut. Runt Nyírmeggyes är det ganska tätbefolkat, med 86 invånare per kvadratkilometer. Närmaste större samhälle är Mátészalka, 6,0 km nordost om Nyírmeggyes. Omgivningarna runt Nyírmeggyes är en mosaik av jordbruksmark och naturlig växtlighet.